# 이정권
이정권(1989년 8월 30일~)은 대한민국의 싱어송라이터다.
강원특별자치도에서 출생하여 대학 재학 시절 KBS 《전국 노래자랑》에 참가하여 대상을 탄 이후 '연어장인'이라는 별칭으로 이름이 알려졌다. 2019년 디지털 싱글 "사랑하는, 사랑했던", 2021년에 미니 음반 "겨울 그리고 봄" 등을 통해 가수로 데뷔하여 활동하고 있다.

## 생애
인천과 부천에서 유년시절을 보냈다. 2015년 강릉원주대학교에서 전자공학을 전공하던 중, 캠퍼스 소재지인 강원도 강릉시에서 《전국 노래자랑》이 열려 기회가 되어 강산에의 '거꾸로 강을 거슬러 오르는 저 힘찬 연어들처럼'을 가창하여 대상의 영예를 안았다.
이후 가수의 꿈을 키워가던 이정권은 JTBC의 2020년 프로그램, 《팬텀싱어 3》에 출연하였으나 본선 1라운드에서 탈락한 것으로 알려졌다. 이에 포기하지 않고 같은 방송사의 프로그램인 《싱어게인 - 무명가수전》에 참가하여 파이널 무대에 오른 끝에 5위의 성적을 거두며 방송을 마감했다.

## 학력
- 강릉원주대학교 공과대학 전자공학과 (학사)

## 음반 목록

### 정규 음반
| 음반                                      | 정보                                                                            | 가온 앨범 차트 | 가온 앨범 차트 | 가온 앨범 차트 | 판매량 |
| 음반                                      | 정보                                                                            | 주간           | 월간           | 연간           | 판매량 |
| ----------------------------------------- | ------------------------------------------------------------------------------- | -------------- | -------------- | -------------- | ------ |
| 일기                                      | - 발매일: 2021년 10월 21일 - 레이블: 유니버설 뮤직 그룹 - 포맷: CD, 디지털 음원 | —              | —              |                |        |
| "—" 표시는 차트에 진입하지 못함을 의미함. |                                                                                 |                |                |                |        |

### EP
| 음반                                      | 정보                                                                          | 가온 앨범 차트 | 가온 앨범 차트 | 가온 앨범 차트 | 판매량 |
| 음반                                      | 정보                                                                          | 주간           | 월간           | 연간           | 판매량 |
| ----------------------------------------- | ----------------------------------------------------------------------------- | -------------- | -------------- | -------------- | ------ |
| 겨울 그리고 봄                            | - 발매일: 2021년 3월 9일 - 레이블: 유니버설 뮤직 그룹 - 포맷: CD, 디지털 음원 | —              | —              |                |        |
| "—" 표시는 차트에 진입하지 못함을 의미함. |                                                                               |                |                |                |        |

### 디지털 싱글
| 앨범 정보                                                                    | 트랙 리스트                                             |
| ---------------------------------------------------------------------------- | ------------------------------------------------------- |
| 사랑하는, 사랑했던 - 발매일: 2019년 3월 21일 - 레이블: 미러볼뮤직            | - 1. 사랑하는, 사랑했던 - 2. 사랑하는, 사랑했던 (Inst.) |
| 난 (I'm) - 발매일: 2019년 7월 4일 - 레이블: 미러볼뮤직                       | - 1. 난 (I'm)                                           |
| 그 시절, 우리 - 발매일: 2021년 5월 13일 - 레이블: 유니버설 뮤직              | - 1. 그 시절, 우리 - 2. 그 시절, 우리 (Inst.)           |
| [요즘뭐듣니] Vol 004. 도착 - 발매일: 2021년 8월 25일 - 레이블: 유니버설 뮤직 | - 1. 도착 - 2. 도착 (Inst.)                             |
| 그리움은 버릇처럼 - 발매일: 2021년 10월 4일 - 레이블: 유니버설 뮤직          | - 1. 그리움은 버릇처럼 - 2. 그리움은 버릇처럼 (Inst.)   |

### 제작 참여 음반
| 연도 | 음원                                  | 음반                       | 아티스트 | 참여 | 참여 | 비고     |
| 연도 | 음원                                  | 음반                       | 아티스트 | 작사 | 작곡 | 비고     |
| ---- | ------------------------------------- | -------------------------- | -------- | ---- | ---- | -------- |
| 2019 | 사랑하는, 사랑했던                    | 사랑하는, 사랑했던         | 이정권   | 단독 | 단독 |          |
| 2019 | 난 (I'm)                              | 난 (I'm)                   | 이정권   | 단독 | 단독 |          |
| 2021 | 물음                                  | 겨울 그리고 봄             | 이정권   | 단독 | 단독 |          |
| 2021 | 그 겨울의 끝에 서서                   | 겨울 그리고 봄             | 이정권   | 단독 | 불참 |          |
| 2021 | 당신은 모르겠지만 내일도 그댈 보는 날 | 겨울 그리고 봄             | 이정권   | 단독 | 불참 |          |
| 2021 | 공간                                  | 겨울 그리고 봄             | 이정권   | 단독 | 단독 |          |
| 2021 | 그 시절, 우리                         | 그 시절, 우리              | 이정권   | 단독 | 단독 |          |
| 2021 | 도착                                  | [요즘뭐듣니] Vol 004. 도착 | 이정권   | 단독 | 불참 |          |
| 2021 | 그리움은 버릇처럼                     | 그리움은 버릇처럼          | 이정권   | 단독 | 불참 |          |
| 2021 | 새벽 여행                             | 일기                       | 이정권   | 단독 | 단독 |          |
| 2021 | 실망                                  | 일기                       | 이정권   | 단독 | 공동 | [ 주 1 ] |
| 2021 | 복학생의 사랑                         | 일기                       | 이정권   | 공동 | 불참 | [ 주 2 ] |
| 2021 | 해피엔딩                              | 일기                       | 이정권   | 단독 | 불참 |          |
| 2021 | 그리움은 버릇처럼                     | 일기                       | 이정권   | 단독 | 불참 |          |
| 2021 | 비포선셋                              | 일기                       | 이정권   | 공동 | 공동 | [ 주 3 ] |
| 2021 | 위로 (Grow Up)                        | 일기                       | 이정권   | 단독 | 단독 |          |
| 2021 | From Vincent                          | 일기                       | 이정권   | 단독 | 단독 |          |
| 2021 | 너의 우주                             | 일기                       | 이정권   | 단독 | 불참 |          |

#### 기타 참여
| 연도 | 음원       | 음반                             | 아티스트                    | 참여 | 비고 |
| ---- | ---------- | -------------------------------- | --------------------------- | ---- | ---- |
| 2020 | 제비꽃     | 팬텀싱어3 Episode.3              | V/A (이정권, 구본수)        | 가창 |      |
| 2020 | 바다 끝    | 싱어게인 - 무명가수전 Episode.1  | V/A (이정권)                | 가창 |      |
| 2020 | 날아       | 싱어게인 - 무명가수전 Episode.7  | V/A (이정권)                | 가창 |      |
| 2020 | 미아(迷兒) | 싱어게인 - 무명가수전 Episode.9  | 싱어게인 30호 가수 (이정권) | 가창 |      |
| 2020 | 바람       | 싱어게인 - 무명가수전 Episode.12 | 정홍일 (이정권)             | 가창 |      |

## 음반 외 활동 목록

### 방송
| 연도 | 방송사 | 제목                           | 날짜                     | 역할   | 비고 |
| ---- | ------ | ------------------------------ | ------------------------ | ------ | ---- |
| 2015 | KBS    | 전국노래자랑 (강원도 강릉시편) | 6월 28일                 | 참가자 | 대상 |
| 2020 | JTBC   | 팬텀싱어 3                     | 4월 10일~5월 8일         | 참가자 | 탈락 |
| 2020 | JTBC   | 싱어게인 - 무명가수전          | 11월 16일~2021년 2월 8일 | 참가자 | 5위  |
| 2021 | MBC    | 미스터리 음악쇼 복면가왕       | 4월 18일~4월 25일        | 참가자 | 우승 |

## 콘서트 투어 목록
- 이정권밴드 콘서트 (2019)
- 이정권 콘서트 "2019년도 신입생 오리엔테이션" (2019)
- 팬타스틱 팬미팅 콘서트 (2020)
- 이정권 팬미팅 - 일언중천금 (2021)
- 싱어게인 TOP10 전국투어 콘서트 (2021)

### 내용주
1. ↑  권지수 공동 작곡
2. ↑  최예근 공동 작사
3. ↑  임수연 공동 작사, 권지수 공동 작곡

### 참조주
1. ↑  이시온 (2021년 8월 25일). “'연어장인' 이정권, 신곡 오늘(25일) '도착'”. 《MBN》.
2. ↑  진향희 (2020년 4월 11일). “첫방 ‘팬텀싱어3’ 스케일이 다른 역대급 무대, 3년 공백 기다린 보람 있었다”. 《스타투데이》.
3. ↑  김가영 (2021년 2월 5일). “연어장인 이정권 "'팬텀싱어3' 탈락 공허함, 간절함에 '싱어게인' 신청"”. 《이데일리》.
4. ↑  강하루 (2021년 1월 26일). “'싱어게인' '톱6 결정전' 이정권-이소정 압승…김준휘-이무진 충격 패배”. 《뉴스인사이드》.
5. ↑  김명미 (2021년 4월 26일). “‘복면가왕’ 연어장인 이정권, 싱어게인 동기들도 속였다[어제TV]”. 《뉴스엔》.